# Episodi di Silo (seconda stagione)
La seconda stagione della serie televisiva Silo, composta da dieci episodi, è stata pubblicata settimanalmente dal servizio di video on demand Apple TV+ dal 15 novembre 2024 al 17 gennaio 2025.

| nº | Titolo originale  | Titolo italiano         | Pubblicazione USA | Pubblicazione Italia |
| -- | ----------------- | ----------------------- | ----------------- | -------------------- |
| 1  | The Engineer      | Il tecnico              | 15 novembre 2024  | 15 novembre 2024     |
| 2  | Order             | Ordine                  | 22 novembre 2024  | 22 novembre 2024     |
| 3  | Solo              | Solo                    | 27 novembre 2024  | 27 novembre 2024     |
| 4  | The Harmonium     | L'armonium              | 6 dicembre 2024   | 6 dicembre 2024      |
| 5  | Descent           | Discesa                 | 13 dicembre 2024  | 13 dicembre 2024     |
| 6  | Barricades        | Barricate               | 20 dicembre 2024  | 20 dicembre 2024     |
| 7  | The Dive          | L'immersione            | 27 dicembre 2024  | 27 dicembre 2024     |
| 8  | The Book of Quinn | Il libro di Quinn       | 3 gennaio 2025    | 3 gennaio 2025       |
| 9  | The Safeguard     | La Salvaguardia         | 10 gennaio 2025   | 10 gennaio 2025      |
| 10 | Into the Fire     | Nel cuore del conflitto | 17 gennaio 2025   | 17 gennaio 2025      |

## Il tecnico
- Titolo originale: The Engineer
- Diretto da: Michael Dinner
- Scritto da: Graham Yost

### Trama
In un tempo imprecisato su di un altro silo, lo sceriffo è a capo di una rivolta contro il Reparto IT, capitanato da Russell Conroy, a causa dell'imminente allagamento del Reparto meccanico che causerà la totale perdita di energia elettrica. La sicurezza del Reparto Giudiziario respinge l'assalto e così la popolazione, oramai certa dell'imminente fine, sceglie di recarsi in massa all'esterno.
Nichols giunge in un silo vicino: qui trova l'uscita disseminata di centinaia di cadaveri. Consapevole che la sua tuta non resisterà a lungo alle radiazioni, si sigilla dentro al "nuovo" silo. Durante l'esplorazione dell'edificio completamente distrutto e con i livelli bassi allagati, ricorda quando, da adolescente, iniziò a lavorare al Reparto meccanico, dove conobbe Shirley Campbell e la sua mentore Martha Walker: fu Shirley, e non George Wilkins, a farle scoprire la caverna con l'escavatore gigante. Dal Reparto IT arrivano degli strani rumori, ma il ponte che lo collega alla scala centrale è crollato, per cui Juliette costruisce un ponticello rudimentale: addentratasi nel reparto vi trova una porta blindata con una musica che proviene dall'interno e, soprattutto, un uomo che la minaccia di morte se tentasse di aprirla.
- Altri interpreti: Amelie Child Villiers (Juliette adolescente), Ida Brooke (Shirley adolescente), Peter Parker Mensah (Roy), Finn Guegan (Tim), Brian Bovell (Barney), Pippa Winslow (Gladys), Nick Haverson (Russell Conroy), Joshua Merara (giovane uomo), Kosha Engler (Jean).

## Ordine
- Titolo originale: Order
- Diretto da: Michael Dinner
- Scritto da: Fred Golan

### Trama
Holland assiste all'ingresso di Nichols nel silo adiacente e si reca nel bunker del Reparto IT, dove si trovano i server, e consulta il manuale dei fondatori, L'ordine, che prevede che in caso di mancata pulizia della videocamera da parte di un uscente ci si debba preparare alla guerra. La popolazione del silo infatti inizia a rumoreggiare; in particolare Shirley Campbell e altri del Reparto Meccanica si riuniscono segretamente e cospirano una rivolta, coscienti che Juliette, grazie al nastro antiradiazioni fornitole da Walker e McLain, è probabilmente sopravvissuta. Holland impone un coprifuoco, fa arrestare le due donne e con un abile discorso alla popolazione utilizza i nastri cambiati a suo favore, asserendo che Nichols ha volontariamente sperimentato un nuovo nastro antiradiazioni brevettato dal Reparto IT. Il capo della sicurezza giudiziaria Sims è cosciente che il bluff non può durare e cerca di convincere il superiore a farlo diventare la sua "ombra" (il suo successore), ma Holland gli preferisce la giudice Meadows, che lo era già stata e che ha un passato nella sicurezza giudiziaria e nel Reparto IT. La donna accetta, ma in cambio chiede, dopo che la crisi sarà risolta, di poter uscire dal silo.
- Altri interpreti: Nari Blair-Mangat (Carl), Uche Abuah (Antonia), Helene Maksoud (infermiera Alice), Taj Kandula (Sharon, segretaria giudice), Nathan Clough (Pike, contestatore), Mickey Mason (Deke, contestatore), Fahad Shaft (incursore Derek).

## Solo
- Titolo originale: Solo
- Diretto da: Aric Avelino
- Scritto da: Cassie Pappas

### Trama
Parlando con l'uomo rinchiuso nel bunker, che afferma di chiamarsi Solo e che il silo in cui si trovano è il n. 17, Nichols scopre ciò che accadde: un uomo chiamato Ron Tucker uscì, non pulì la videocamera e scomparve oltre il cratere; poco tempo dopo scoppiò una rivolta, tutti uscirono e morirono. Juliette, rivedendo sé stessa nella storia di Tucker, chiede a Solo di aiutarla a tornare al proprio silo (il n. 18) per evitare che scoppi anche lì una rivolta e che tutti escano e muoiano. L'uomo però le nega il suo aiuto (a parte fornirle del cibo) affermando di non poter uscire dal bunker. Intanto nel silo 18 la giudice Meadows si attiva per cercare di risolvere la situazione senza spargimenti di sangue: il sindaco Holland sembra voler darle retta, ma Sims agisce di testa sua ingaggiando l'incursore in pensione Reggie Smalls per innescare una rivolta nel Reparto Meccanica, come da direttive del manuale dei fondatori, a cui contrapporre una sanguinosa repressione. Per far ciò, Smalls apre il fuoco su Patrick Kennedy, precedentemente ricattato da Sims per agire da agente provocatore durante una manifestazione dei meccanici contro l'arresto di Teddy, un loro collega accusato di propaganda sovversiva, uccidendo per errore Cooper, allievo di Juliette. Il tragico evento spinge Knox dalla parte dei cospiratori. Intanto lo sceriffo Billings segue l'inchiesta sull'uscita di Nichols e confida a Meadows tutti i suoi dubbi; un'incursora infatti non conferma la versione ufficiale secondo cui Juliette avrebbe chiesto lei stessa di uscire. Anche il dottor Nichols, padre di Juliette, a modo suo si ribella estraendo dal corpo di una donna l'inibitore di fertilità, contrariamente a ciò che gli era stato ordinato. Nel silo 17, Solo suggerisce a Nichols di utilizzare una tuta dei pompieri come protezione antiradiazioni; disgraziatamente essa si trova nei livelli allagati e da sola la donna non può farcela. Dopo mille suppliche, Solo infine si rivela e accetta di aiutarla.
- Altri interpreti: Khairika Sinani (incursora Jean), Carryl Thomas (Evelyn, madre di Teddy), Kieron Jecchinis (Reggie Smalls), Caitlin Innes Edwards (Phoebe Wells), Stefan Trout (Rick Wells).

## L'armonium
- Titolo originale: The Harmonium
- Diretto da: Aric Avelino
- Scritto da: Sale Calleros

### Trama
Per poter superare i livelli allagati e raggiungere la tuta da vigile del fuoco, Nichols utilizza un armonium per pompare l'aria, come suggeritole da Solo. L'uomo le rivela alcuni particolari del mondo pre-catastrofe e ha un comportamento paranoide. Nel silo 18, Knox e Campbell iniziano a comprendere che le scritte sui sotterranei profondi della costruzione significano che ci furono diverse ribellioni nel passato; inoltre i corpi di Cooper e Kennedy sono stati requisiti dai giudiziari e lo sceriffo Billings, sempre più sospettoso, indaga. I due meccanici intendono discutere con la giudice Meadows sull'eventualità di uscire dal silo a esplorare e iniziano la risalita accompagnati da Walker e McLain. Nel frattempo Sims mette le popolazione dei livelli superiori contro la magistrata che, secondo il Patto, potrebbe essere messa in stato di accusa. Quest'ultima nel frattempo ha ridotto la condanna all'informatico/astronomo Lucas Kyle, rivelandogli al contempo la vera natura delle stelle. Holland cerca di convincere Meadows a non incontrare i meccanici, invano: è costretto quindi a eseguire alla lettera le indicazioni de L'Ordine e avvelena l'amica; poco prima di morire ella gli rivela che all'interno dell'hard disk trovato da George Wilkins c'era una lettera criptata di Salvador Quinn, un capo del Reparto IT vissuto 140 anni prima. Arrivati al livello del Reparto Giudiziario, i meccanici minacciano l'ostile popolazione locale di staccare l'energia se non parleranno con la giudice; giunti nel suo ufficio, scoprono che Sims e Holland li hanno incastrati: la giudice giace infatti morta con un coltello conficcato nel petto. Non potendo sapere che è morta avvelenata, i meccanici si danno alla fuga inseguiti dalla popolazione inferocita aizzata da Sims.
- Altri interpreti: Angela Yeoh (vicesceriffo Molly Karins), Robyn Lovell (Juno), Gabeen Khan (Ducey), Alice Bounsall (incursora Maria).

## Discesa
- Titolo originale: Descent
- Diretto da: Amber Templemore
- Scritto da: Jenny DeArmitt-Stran

### Trama
Holland nomina Sims giudice, ma in realtà la promozione è un modo per allontanarlo dalle attività più sensibili dello spionaggio. Al suo posto viene nominato capo della sicurezza giudiziaria l'incursore Amundsen. I quattro fuggitivi intanto giungono nel Reparto Portatori, dove McLain chiede aiuto al responsabile Calvin che invece li tradisce e sono costretti a separarsi: mentre Knox e Campbell sono inaspettatamente aiutati da Camille, moglie di Sims, che li nasconde nell'alloggio di un inserviente, McLain si fa arrestare per consentire a Walker di fuggire. Invece di scendere ai livelli bassi, Knox e Campbell risalgono al Reparto Portatori, dove costringono Calvin a dar loro un argano (meccanismo proibito dal Patto) che consente loro di calarsi ai livelli inferiori e mettersi in salvo. Intanto sul silo 17 Nichols è alla ricerca di un casco intatto; Solo le dice che entro un anno l'acqua raggiungerà il Reparto IT, ma la donna non ha il tempo per aiutarlo; frugando fra i documenti nella sala delle tute scopre che l'uomo non è chi dice di essere: messo di fronte alla realtà, Solo reagisce aggredendola verbalmente e Juliette, ferita e febbricitante, ritratta e si rimette alla ricerca di un casco, che trova nell'alloggio di un'addetta alle tute che era in intimità col vero Solo. Qui Nichols, la cui piaga da radiazioni al braccio si è infettata, sviene. Holland nel frattempo libera Kyle dalle miniere e lo incarica di recuperare i dati dall'hard drive di Wilkins che aveva precedentemente distrutto: l'informatico recupera una parte dei file, fra cui la mappa del silo in cui si vedono dei condotti segreti e il tunnel il cui ingresso nel fondo del silo Wilkins aveva trovato, e la lettera criptata di Salvador Quinn. Svolgendo indagini parallele, lo sceriffo Billings e il vice Hank rintracciano nei sotterranei Kennedy, ferito ma vivo, e lo mettono al sicuro: in cambio l'uomo promette loro rivelazioni sconvolgenti.
- Altri interpreti: Oscar Coleman (Anthony Sims), Akie Kotabe (Diego, operatore sicurezza), Taj Kandula (Sharon, segretaria giudice), Jon Chew (Calvin), Ross Armstrong (Asa), Harriet Barrow (donna dei livelli alti), Kevin Badu (ragazzo grosso), Lia Goresh (incursora Jo), Edward Linard e Larry Olubamiwo (incursori), Samantha Jonczyk (incursora nella barricata).

## Barricate
- Titolo originale: Barricades
- Diretto da: Michael Dinner
- Scritto da: Jeffery Wang

### Trama
Holland fa isolare i livelli inferiori con barricate, arrivando a bloccare l'approvvigionamento di cibo per costringere gli abitanti a consegnare i ricercati. Lo spietato sindaco non ha però fatto i conti con le serre dei livelli bassi i cui operatori inviano cibo ai meccanici attraverso i condotti di scarico. Il giudice Sims viene informato da Diego, un operatore della centrale operativa di spionaggio, che i meccanici si stanno aprendo la strada verso l'alto praticando dei fori nei pavimenti di cemento e si consulta con la moglie che, da ex incursora, informa gli ex colleghi: Knox e Campbell però avevano ottenuto dal capo del Reparto Produzione Mark Chambers delle corazze e delle mazze con le quali si presentano alle barricate che, grazie all'argano precedentemente ottenuto, divelgono; gli incursori, in netta minoranza rispetto ai meccanici e presi fra due fuochi, benché armati sono costretti a cedere loro una decina di livelli, incluso quello delle serre. Lo sceriffo Billings convoca informalmente il dottor Nichols per curare Kennedy, che rivela infine all'incredulo poliziotto ciò che sa sul Silo. Successivamente Billings parla con Walker, Knox e Campbell e si convince ad aprire un'inchiesta sulla morte di Meadows: informa così Holland che per tutta risposta fa bloccare le comunicazioni radio in tutto il silo. Intanto Kyle prosegue con la decrittazione del codice di Quinn; Holland si rende conto che per procedere, l'informatico ha bisogno di accedere a informazioni di livello superiore e lo nomina così sua "ombra". Nel frattempo sul silo 17, Nichols si sveglia: è stata soccorsa e curata da Solo. L'uomo però la pone sotto ricatto: le restituirà tuta e casco solo se riparerà la pompa con cui far defluire l'acqua.
- Altri interpreti: Akie Kotabe (Diego), Uche Abuah (Antonia), Zheng Xi Yong (Felix), Noelle Adames (Susan), Tom Cox (incursore Chad), Fahad Shaft (incursore Derek), Maria Teresa Creasey (Maeve).

## L'immersione
- Titolo originale: The Dive
- Diretto da: Michael Dinner
- Scritto da: Katherine DiSavino

### Trama
Holland conduce Kyle attraverso la porta blindata (analoga a quella dentro cui si nasconde Solo nel silo 17) del Reparto IT, svelandogli cosa cela: un'enorme biblioteca gestita da un'intelligenza artificiale denominata
“Lascito”. Grazie ai libri e alle reliquie presenti nel luogo tenta di decriptare il codice di Quinn, ma ben presto si rende conto che nessuno dei libri lì presenti ha la chiave per farlo, e che essa deve trovarsi in un volume al di fuori della biblioteca; il sindaco allora si ricorda del libro che gli aveva dato Meadows pronunciando frasi sibilline, Il mago di Oz, e glielo consegna. Il Reparto Meccanica intanto distribuisce volantini ai livelli alti per insinuare fra i residenti il dubbio che Holland menta: a dimostrazione di ciò staccano l'energia elettrica del silo per qualche minuto, dimostrando che il Reparto IT ha un'autonomia energetica. Lo sceriffo Billings e il vice Hank scoprono un sistema di spionaggio nei livelli bassi stanando due collaborazionisti: Martin Glynn e l'addetta mensa Maeve, la stessa che aveva dato l'allarme sul cibo avvelenato. Robert e Camille Sims non si rassegnano a essere stati messi da parte da Holland e si ripromettono di agire coordinati: il neo giudice mette con le spalle al muro il sindaco, che si rende conto di non avere alleati in quel delicato momento. Walker intanto è preoccupata per la sorte dell'ex moglie McLain, che si trova nel terribile isolamento del Reparto Giudiziario; è intenzionata a mandare un messaggio a Holland e a allo scopo attiva una videocamera nel suo laboratorio, allertando il centro operativo di spionaggio che informa il sindaco. Nel frattempo nel silo 17, Solo elabora un sistema di pompaggio dell'aria per permettere a Nichols di immergersi per otto livelli e portare così alimentazione elettrica alla pompa sommersa dell'acqua. Il piano riesce, ma una volta accesa la pompa Juliette si rende conto che non le arriva più aria e che la corda di risalita è stata mozzata. Terrorizzata, la meccanica risale in apnea per decine di metri rischiando un'embolia; arrivata in superficie, scopre le tracce evidenti di un'aggressione: Solo non è dunque l'unico abitante del silo 17.
- Altri interpreti: Angela Yeoh (vice Molly Karins), Khairika Sinani (incursora Jean), Oscar Coleman (Anthony Sims), Akie Kotabe (Diego), Taj Kandula (Sharon), David Bromley (meccanico), Jay Rincon (Martin Glynn), Sacharissa Claxton (Frances Boyer), Maria Teresa Creasey (Maeve).

## Il libro di Quinn
- Titolo originale: The Book of Quinn
- Diretto da: Amber Templemore
- Scritto da: Remi Aubuchon

### Trama
Kyle si rende conto che Il mago di Oz non ha la chiave per decrittare il messaggio di Quinn e, approfittando dei privilegi dovuti al suo nuovo rango, si mette alla ricerca del volume scomparso: prima nell'appartamento di Meadows, poi da dei discendenti di Quinn, i Penbrook, che reagiscono con rabbia, dato che l'antenato è considerato un traditore; l'informatico però li informa di ciò che Holland gli ha rivelato, e cioè che in realtà Quinn è un eroe che salvò il Silo dalle frequenti rivolte che scoppiavano, trovando un metodo che le avrebbe prevenute per decenni. I Penbrook rivelano a Kyle che anni prima avevano consegnato a Meadows (allora “ombra” di Holland) ciò che cerca: la copia del Patto appartenuta a Quinn. Tornato nell'alloggio della giudice uccisa, l'informatico trova il libro e ricava un criptico e minaccioso messaggio. Subito dopo viene raggiunto da Sims (precedentemente informato sui suoi movimenti da Amundsen) che lo mette in guardia dai doppi giochi di Holland. Quest'ultimo nel frattempo convoca Walker con la scusa della riparazione di una pompa e la pone sotto ricatto: lo informerà dei movimenti dei meccanici e in cambio salverà la vita di McLain. L'ingegnera accetta suo malgrado e provoca la cattura di una squadra di ribelli che si era recata al Reparto Ricambi a rubare medicinali. Intanto nel silo 17, Nichols inizia ad avere i sintomi della mancata decompressione e si rimmerge per effettuarla, ma le viene interrotta un'altra volta l'aria; riemersa, viene minacciata da un uomo vestito da incursore, e le sue richieste di parlamentare vengono brutalmente respinte con una freccia nella spalla. Curatasi alla meglio con i medicinali di Solo, si riavventura ai piani alti, dove scopre infine i suoi aggressori: un ragazzo e due ragazze, di cui una armata di arco.
- Altri interpreti:  Brandon Marinas (Brandon Penbrook), James Payton (scagnozzo giudiziario Tyler), Ankur Bahl (scagnozzo giudiziario Jessie), Díana Bermudez (Joselyn Penbrook), Stuart Milligan (Terrance Penbrook).

## La Salvaguardia
- Titolo originale: The Safeguard
- Diretto da: Amber Templemore
- Scritto da: Jessica Blaire

### Trama
Gli aggressori di Nichols e Solo sono degli orfani sopravvissuti nei livelli alti del silo 17, i quali avevano seguito i movimenti di Juliette sin dal suo arrivo e sabotato i suoi tentativi di immersione, ferendo Solo e ricattando la meccanica affinché trovi il codice di ingresso al caveau del Reparto IT: lì dentro infatti troverebbero il cibo che scarseggia sempre più. Nichols cede all'ennesimo ricatto e, dopo un suggerimento dall'orfana soprannominata con disprezzo "Tarma", che le racconta dei tentativi dei genitori di Audrey e Rick (i leader degli orfani) di scovare il codice, si ricorda della scuola dove Solo le aveva mostrato l'armonium: la lavagna era piena di numeri. Nichols ricostruisce le cifre che non erano cancellate, ma ha solo tre tentativi al giorno: troppo tempo sia per lei che per gli orfani. Ottiene così dalla furiosa Audrey di parlare con Solo, rivelando all'uomo che aveva scoperto chi è in realtà: Jimmy, il figlio del capo dell'IT del silo 17 Russell Conroy. Quando Jimmy aveva 12 anni scoppiò la rivolta e si rinchiuse nel caveau; dopo che i genitori di Audrey e Rick erano riusciti ad entrarvi, gli spararono mentre era addormentato e lui li rinchiuse nel magazzino del cibo, provocandone la morte per asfissia. Sentendo la storia dello sfortunato uomo, Audrey è mossa a compassione e accetta la tregua suggerita da Nichols: Solo/Jimmy rivela il codice e tutti quanti si recano nel caveau, dove si rinfocillano. Nel frattempo nel silo 18, lo sceriffo Billings passa dalla parte dei ribelli e consegna un messaggio a Sims; Holland, rivolgendosi ai sempre più scettici vicesceriffi, lo accusa di essere a capo della ribellione. Knox ha un'intuizione: si reca da Walker e le riferisce alcune informazioni. Kyle ha intanto decrittato un'altra parte del messaggio di Quinn che parla dell'ubicazione del tunnel successivamente scoperta da George Wilkins; cerca di incontrare il sindaco ma questi è impegnato a spiare Walker per carpire i piani dei ribelli, per cui si reca da solo al Reparto Meccanica dove convince Campbell ad accompagnarlo nella grotta dell'escavatore; qui si cala nelle acque, che si rivelano essere profonde meno di mezzo metro, e trova infine il tunnel, dove viene fermato dalla fredda voce del Lascito che lo avvisa che nel caso riveli ciò che ha scoperto sarà attivato un protocollo chiamato "Salvaguardia".
- Altri interpreti: Angela Yeoh (vice Molly Karins), Reggie Absolom (Benny), Fahad Shaft (incursore Derek), Ricky Shah (guardia ribelle), Greg Hemphill (capo guardia Randy), Nick Haverson (Russell Conroy), Cameron Bell (Solo/Jimmy ragazzino).

## Nel cuore del conflitto
- Titolo originale: Into the Fire
- Diretto da: Amber Templemore
- Scritto da: Aric Avelino

### Trama
Knox e gli altri meccanici pianificano di assaltare le barricate e minare il generatore per conquistare i livelli superiori. Non sanno di essere spiati da Holland che invia l'intero reparto di incursori al Reparto Meccanica: tutti quanti, compreso lo sceriffo, vengono arrestati e portati ai livelli superiori. Holland si gode il momentaneo trionfo, ma il dottor Nichols e il vice Hank hanno portato una bomba ai livelli medi con la complicità di alcuni incursori ribelli: l'esplosione divide in due il silo e gli incursori rimangono intrappolati ai livelli bassi ma, avendo perso il timer, il medico è costretto ad azionare manualmente l'ordigno, rimanendo ucciso. Il tutto è un piano elaborato da Billings, Knox, Walker e Sims; avendo l'appoggio dei vicesceriffi e dei pochi incursori rimasti ai piani alti, prendono il controllo dei reparti IT e Giudiziario. Knox aveva intuito che Walker fosse la spia ed era andato a metterla spalle al muro, ma l'astuta elettricista aveva comunicato con lui tramite il linguaggio a gesti che i meccanici avevano sviluppato per comunicare nella rumorosa sala del generatore, evitando quindi di essere capiti quando ripresi dalla videocamera di Holland. Kyle riferisce a quest'ultimo ciò che il Lascito gli ha comunicato riguardo alla Salvaguardia e si dimette. Deluso, il capo dell'IT, rendendosi conto di essere una marionetta come tutti, prende la sua tuta antiradiazioni personale e, dopo aver nominato Sims sua ombra, si barrica nell'ufficio dello sceriffo al livello 1, dove si trova l'uscita per l'esterno. Sims costringe l'informatico a rivelare l'informazione anche a lui e successivamente porta moglie e figlio nel bunker del Reparto IT, ma il Lascito ordina che rimanga la sola Camille.
Nel frattempo, nel silo 17, Juliette si prepara a rientrare al suo silo, ma Solo, visitando la sua casa d'infanzia, ricorda le parole sulla Salvaguardia dei suoi genitori ai tempi della rivolta e finalmente gli torna in mente che si tratta di un'arma definitiva, un sistema per avvelenare la popolazione attraverso dei condotti che dall'esterno sbucano ai livelli Giudiziario e IT – condotti la cui esistenza era stata scoperta da Kyle dall'hard disk di Wilkins. Inoltre, Solo afferma di conoscere il modo per neutralizzare tale arma e lo comunica a Nichols.
Sul silo 18 oramai regna il caos: la popolazione inferocita, capeggiata da Kennedy, preme per uscire, ma improvvisamente sui megaschermi appare la figura di Juliette che, avvicinandosi alla videocamera, comunica con un cartello il pericolo mortale che si cela all'esterno. La coraggiosa meccanica cerca di forzare le pesanti chiuse, che subito dopo vengono aperte. Dentro l'attende Holland che, indossata la tuta, è pronto a uscire a godersi la libertà. Juliette cerca di rientrare perché afferma di conoscere il metodo per neutralizzare la Salvaguardia, ma l'uomo le urla di non farlo, invano: i due restano intrappolati nello scomparso stagno dell'uscita e si attiva il sistema di incenerimento.
Epilogo. Washington, più di trecento anni prima. Daniel, un deputato del Congresso, incontra in un pub una giornalista, Helen, che gli domanda notizie su una bomba sporca con cui gli iraniani avrebbero colpito la capitale degli Stati Uniti. Il parlamentare, che per entrare nel pub è stato sottoposto a un contatore Geiger, non si sbilancia, ma lascia a Helen un regalino: si tratta del dispenser di caramelle che tre secoli più tardi George Wilkins avrebbe regalato a Juliette Nichols.
- Altri interpreti: Angela Yeoh (vice Molly Karins), Reggie Absolom (Benny), Khairika Sinani (incursora Jean), Oscar Coleman (Anthony Sims), Akie Kotabe (Diego), Nick Haverson (Russel Conroy), Cameron Bell (Solo/Jimmy ragazzino), Imogen Butler-Cole (Gwen Conroy), Ricky Shah e Michael Younis (guardie ribelli), Greg Hemphill (capo guardia Randy), Stephen Aaron-Sipple (incursore Dan), Lia Goresh (incursora Jo), Liam Akpan (vice Jerry), Stephen Leask (giudiziaria Dana), Florian Clare (giudiziario Chris), Max Mindell (ribelle Kevin), Harriet Barrow (donna dei livelli alti).
- Guest star: Ashley Zukerman (Daniel), Jessica Henwick (Helen).[5]